# Revuelta de la Politécnica de Atenas
La revuelta de la Universidad Politécnica de Atenas (en griego: Εξέγερση του Πολυτεχνείου) en 1973 fue una manifestación masiva de oposición popular al régimen dictatorial de la Junta de los Coroneles. La revuelta que comenzó el 14 de noviembre de 1973, se convirtió en una revolución antijunta, y terminó con la masacre de la mañana del 17 de noviembre, tras de una serie de sucesos que comenzaron con la entrada de tanques en la Politécnica.

## Causas
Desde el 21 de abril de 1967, Grecia se encontraba bajo el control de un régimen dictatorial que había suprimido las libertades individuales, había disuelto los partidos políticos y había desterrado, encarcelado y torturado a políticos y civiles utilizando como criterio sus creencias políticas.
En 1973 el líder de la Junta, Yeoryios Papadópulos había comenzado un proceso de “apertura” del régimen que incluía la liberación de los presos políticos y el levantamiento parcial de la censura, prometió también una nueva constitución y elecciones para normalizar la vida política. De este modo la oposición podía llevar a cabo acciones políticas contra la Junta. 
La Junta, en un intento de controlar todos los aspectos de la política, se había inmiscuido en el movimiento sindical estudiantil desde 1967, prohibiendo las elecciones estudiantiles en las universidades, reclutando obligatoriamente estudiantes e imponiendo líderes en la Unión Nacional de Estudiantes de Grecia (en griego: Eθνική Φοιτητική Ένωση Eλλάδας, ΕΦΕΕ ). Estas medidas, lógicamente, hicieron aflorar sentimientos antidictatoriales en los estudiantes, por ejemplo el estudiante de Geología y miembro de las juventudes de Unión de Centro (en griego: Ένωσις κέντρου) Costas Yeorgakis, en 1970 se inmoló públicamente en Génova, Italia para protestar contra la dictadura. A excepción de este caso, la primera manifestación contra la Junta vino de mano de los estudiantes el 21 de febrero de 1973. 
Los disturbios comenzaron un poco antes, el día 5 de febrero, cuando los estudiantes de la Universidad Politécnica decidieron dejar de ir a clase. El 13 de febrero tuvo lugar una concentración dentro de la Politécnica y la Junta violó el asilo universitario, al ordenar a la policía que interviniera. Hubo 11 detenidos. A raíz de estos acontecimientos, el 21 de febrero, entre 3000 y 4000 estudiantes de derecho de la Universidad de Atenas ocuparon el edificio de la facultad en el centro de Atenas, en la calle Sólonos, para pedir la retirada del decreto 1347 que ordenaba el reclutamiento de los jóvenes reaccionarios, y que ya había sido impuesto por la fuerza a 88 estudiantes. 
Desde la azotea del edificio recitaban el siguiente juramento: 
La policía recibió la orden de intervenir y muchos estudiantes que estaban en al calle fueron víctimas de la brutalidad policial, sin embargo el asilo universitario no fue violado. Con frecuencia los sucesos de la facultad de derecho son tomados como precursores de la revuelta de la Politécnica. 
En esta revuelta estudiantil influyeron de manera significativa los movimientos juveniles de la década de los 60 y especialmente los acontecimientos de mayo del 68.

## Hechos

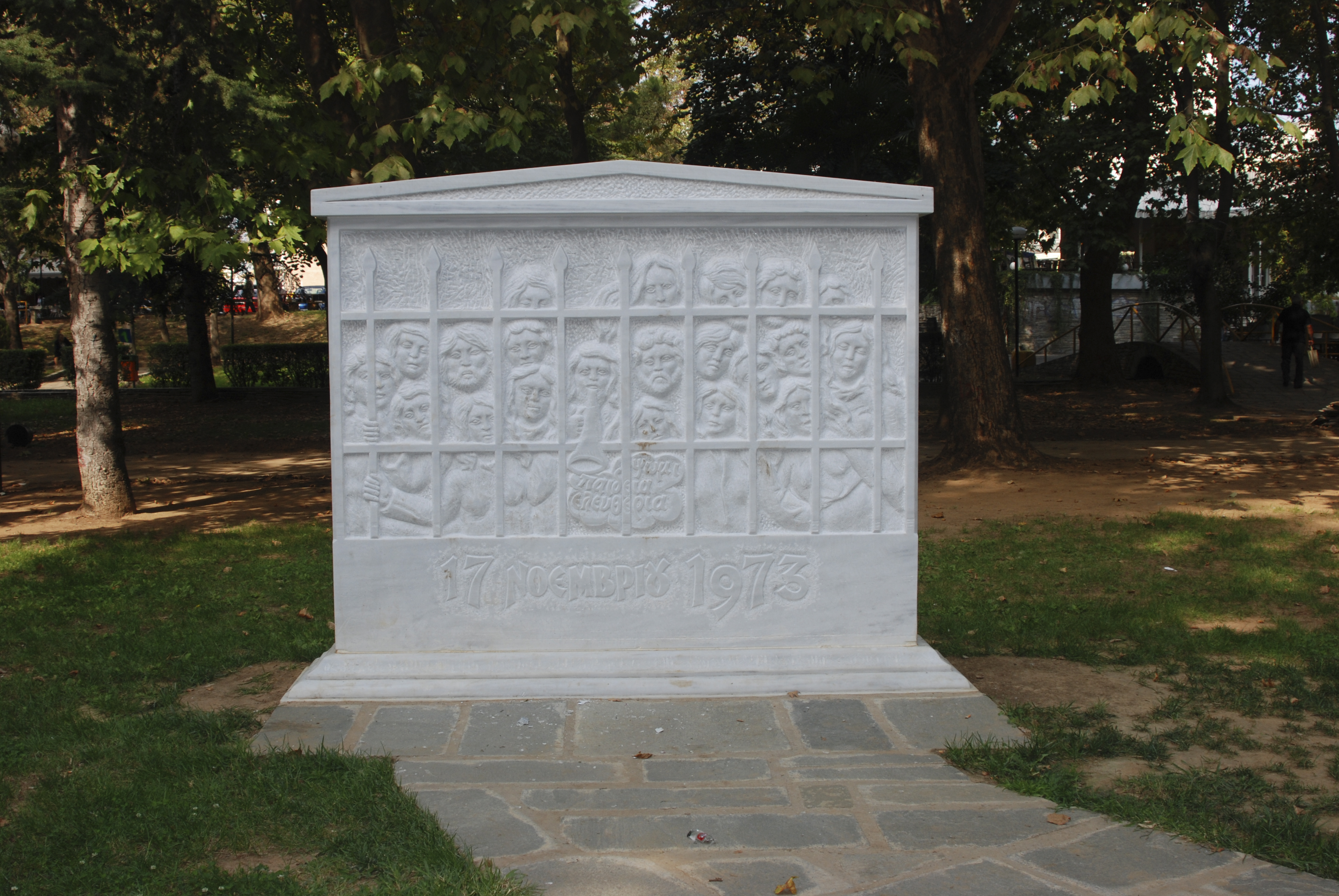
Monumento en honor a las víctimas de la revuelta.

El 14 de noviembre de 1973 estudiantes de la Politécnica decidieron no acudir a las clases y comenzaron las manifestaciones contra el régimen militar. Mientras que al principio permanecieron apartados ahora los estudiantes se proclamaban “Asediados libres" (en griego: Ελεύθεροι Πολιορκημένοι). Se fortificaron dentro del edificio de la facultad en la calle Patision, y pusieron en funcionamiento la emisora radiofónica independiente de la Politécnica.
El transmisor fue construido en solo unas pocas horas en los laboratorios de la Facultad de Ingeniería Electrónica por Yorgos Kiraklis. El mensaje más significativo es «¡Aquí la Politécnica! ¡Pueblo de Grecia! La Universidad es portadora de nuestra lucha, vuestra lucha, nuestra lucha común contra la dictadura y por la Democracia ». Los locutores de la radio eran María Damanaki, Dimitris Papajristos y Miltos Jaralambidis.
A las 13 AM. del día 17 de noviembre el gobierno dio al ejército la orden de intervenir y uno de los tres tanques que se encontraban fuera de la escuela, derribó la puerta principal. Como se muestra en la película grabada ilegalmente por un periodista neerlandés, el tanque AMX30 arrolló la puerta de hierro, cuando todavía había estudiantes debajo.
La radio de la Universidad hizo llamamientos a los soldados para que desobedecieran las órdenes de sus superiores y, a continuación, el locutor puso el himno nacional griego. La transmisión se vio interrumpida por la entrada de los tanques en la facultad. Los estudiantes al ver entrar el tanque, seguido de un gran número de fuerzas policiales, tiraron la puerta de la Politécnica de la calle Sturnari y comenzaron a salir en masa. 
Debido a los ataques policiales sufridos por los estudiantes, estos optaron por esta salida que, según las conclusiones del fiscal Tseva, estaba protegida por soldados que en algunas ocasiones intervenían también en contra de la policía que pegaba a los estudiantes. Muchos buscaron refugio en los edificios vecinos. Francotiradores de la policía abrieron fuego desde las terrazas cercanas, mientras que los hombres del Servicio Nacional de Información (ΚΥΠ) buscaban rebeldes. 

### Las víctimas de la revuelta
Soldados y policía abrieron fuego real hasta el día siguiente lo que dio como resultado una gran cantidad de muertos, no sólo en los alrededores de la Politécnica sino que también en toda Atenas. El primer informe del fiscal Dimitris Tservas en octubre de 1974, contiene 18 víctimas identificadas y 16 sin identificar. Un año más tarde el fiscal de Apelaciones Ioannis Zagkinis habló de 23 víctimas mortales, y durante el juicio que siguió añadió otra más. Los primeros intentos periodísticos que registran los hechos hablan de entre 59 y 79 víctimas mortales, de acuerdo a la lista Yorgulas.
Según una investigación realizada en 2003 por Leonidas Kallivretakis, director del Centro Nacional de Investigación, el número de cadáveres identificados es de 23, mientras que los no identificados son 16. Jristos Latsos sostiene son 83 y tal vez más. Entre ellos el Mijaños Mirogiannis de 19 años, estudiante del instituto Diomidis Komninós y un niño de cinco años que se vieron acorralados en el intercambio de disparos de Zografou. Durante el juicio de los dirigentes de la Junta hubo testigos de la muerte de civiles durante esta revuelta. Por último se estima que miles de ciudadanos resultaron heridos.